# The Reminder
| Совокупная оценка    | Совокупная оценка |
| Источник             | Оценка            |
| -------------------- | ----------------- |
| Metacritic           | 79/100            |
| Оценки критиков      |                   |
| Источник             | Оценка            |
| AllMusic             | [ 2 ]             |
| The A.V. Club        | A−                |
| Blender              | [ 4 ]             |
| Entertainment Weekly | A                 |
| The Guardian         | [ 6 ]             |
| The Irish Times      | [ 7 ]             |
| Pitchfork Media      | 8.8/10            |
| Rolling Stone        | [ 9 ]             |
| Spin                 | [ 10 ]            |
| Uncut                | [ 11 ]            |

The Reminder (с англ. — «Напоминание») — третий студийный альбом канадской певицы Файст, изданный 23 апреля 2007 года в США и Канаде. Номинации на премию Грэмми и две награды на церемонии Juno Awards (2008) в категориях Pop Album of the Year и Album of the Year.

## История
Альбом дебютировал в американском хит-параде Billboard 200 на позиции № 16 с тиражом 31,000 копий в первую неделю релиза, и дебютировал на позиции № 2 в Канаде с тиражом более 18,000 копий. К 25 июля 2011 года тираж составил 729,000 копий в США.
25 ноября 2008 года вышло делюксовое издание на двух дисках, включающее 9 бонусных треков на втором диске.
Шестой трек альбома, названный «Sealion», это адаптация песни певицы Nina Simone (Broadway-Blues-Ballads, 1964). Оригинальное название было «See Line Woman».

## Награды
Альбом и сама певица Файст были номинированы на премию Грэмми в категориях Лучший поп-альбом и Лучший новый исполнитель. Кроме того, основной хит с альбома, песня «1234» получила 2 номинации в категориях Лучший женский поп-вокал и Лучший видеоклип.
На церемонии Juno Awards (2008) альбом получил 2 премии в категории Pop Album of the Year и Album of the Year, а песня «1234» выиграла Juno Award в категории Лучший сингл года в Канаде.
Журнал Rolling Stone включил альбом в свой список Лучших альбомов 2007 года (№ 35 в списке «Top 50 Albums of 2007»).
10 июля 2007 года альбом был включён как финалист в шорт-лист премии Polaris Music Prize.
Журналистка Kaleefa Saneh из газеты The New York Times назвала альбом The Reminder лучшим в своём списке (№ 1), а журналист John Pareles вторым лучшим альбомом года (№ 2 в его «10 Best Albums of 2007»).
| Издатель              | Список                                   | Ранг |
| --------------------- | ---------------------------------------- | ---- |
| Amazon.com            | Best of 2007: Top 100 Editors' Picks     | 1    |
| Amazon.com            | Best of 2007: Top 100 Customer Favorites | 11   |
| National Public Radio | Listeners' Picks                         | 3    |
| No Ripcord            | Top 50 Albums of 2007                    | 11   |
| Pitchfork Media       | Top 50 Albums of 2007                    | 19   |
| PopMatters            | The Best Albums of 2007                  | 26   |
| Rolling Stone         | The Best Albums of 2007                  | 35   |
| Spin                  | The 40 Best Albums of 2007               | 18   |
| Time                  | Top 10 Albums                            | 3    |

## Список композиций
Автором всех песен выступила сама певица Feist, кроме специально оговоренных ниже.
1. «So Sorry» (Feist, Dominic «Mocky» Salole) — 3:12
2. «I Feel It All» — 3:39
3. «My Moon My Man» (Feist, Jason «Gonzales» Charles Beck) — 3:48
4. «The Park» — 4:34
5. «The Water» (Feist, Brendan Canning) — 4:46
6. «Sealion» (Feist, George Bass, Nina Simone) — 3:39
7. «Past in Present» — 2:54
8. «The Limit to Your Love» (Feist, Jason «Gonzales» Charles Beck) — 4:21
9. «1234» (Sally Seltmann, Feist) — 3:03
10. «Brandy Alexander» (Feist, Ron Sexsmith) — 3:36
11. «Intuition» — 4:36
12. «Honey Honey» — 3:27
13. «How My Heart Behaves» (Feist, Andrew Whiteman) — 4:26

«Sealion» включает элементы из «Sea Lion Woman» в исполнении George Bass и Nina Simone.
Великобритания, бонусный трек
1. «Honey Honey» (Live at Toronto’s Danforth Music Hall) — 4:37

Япония, бонусные треки
1. «Intuition» (Live at Toronto’s Danforth Music Hall) — 6:14
2. «My Moon My Man» (video) — 3:41
3. «1234» (video) — 3:14

iTunes бонусные треки
Следующие треки отсутствовали на CD и 12" виниловом форматах, но были доступны для загрузки через iTunes только при заказе альбома через iTunes Store или Starbucks.
1. «Sealion» (Feist, Bass, Simone) (Chromeo remix) — 3:45
2. «The Water» (Red demos) — 4:13

Best Buy бонусные треки
Следующие треки были доступны как бонусная цифровая загрузка с помощью кода через магазины US Best Buy. Живые версии «Intuition» и «Honey Honey» также есть как бонусные треки на британском и японском CD.
1. «Honey Honey» (живая версия) — 4:34
2. «Intuition» (живая версия) — 6:14
3. «Fighting Away the Tears» (вместе с Mocky) — 3:17

Делюксовое издание, бонусные треки второго диска
1. «I Feel It All» (Escort Remix)
2. «Sealion» (Chromeo Remix)
3. «My Moon My Man» (Boys Noize Classic Mix)
4. «1234» (Van She Remix)
5. «Fightin' Away the Tears» [вместе с Mocky]
6. «So Sorry» (One Mic Mix)
7. «My Moon My Man» (Grizzly Bear Remix)
8. Broken Social Scene: «Lover’s Spit» (Redux)
9. «Islands in the Stream» (вместе с The Constantines)
10. «My Moon My Man» [видео]
11. «1234» (Director’s Cut) [видео]
12. «I Feel It All» [видео]
13. «Honey Honey» [видео]

## Чарты и сертификации
| Чарт (2007)                            | Высшая позиция |
| -------------------------------------- | -------------- |
| Австралия (ARIA)                       | 46             |
| Австрия (Ö3 Austria)                   | 4              |
| Бельгия/Фландрия (Ultratop)            | 16             |
| Бельгия/Валлония (Ultratop)            | 38             |
| Канада (Canadian Albums Chart)         | 2              |
| Франция (SNEP)                         | 8              |
| Германия (Offizielle Top 100)          | 11             |
| Ирландия (IRMA)                        | 61             |
| Япония (Oricon)                        | 92             |
| Португалия (AFP)                       | 29             |
| Шотландия (Scottish Albums Chart)      | 77             |
| Швеция (Sverigetopplistan)             | 8              |
| Швейцария (Schweizer Hitparade)        | 12             |
| Великобритания (UK Albums Chart)       | 28             |
| США (Billboard 200)                    | 16             |
| США (Billboard Top Alternative Albums) | 5              |

| Чарт (2007)                 | Ранг |
| --------------------------- | ---- |
| French Albums Chart         | 57   |
| Billboard 200               | 149  |
| Чарт (2008)                 | Ранг |
| Canadian Albums (Billboard) | 24   |
| French Albums Chart         | 101  |
| Billboard 200               | 166  |

| Регион | Сертификация  | Продажи   |
| --- | ------------- | --------- |
| Австралия (ARIA) | Золотой       | 35 000^   |
| Австрия (IFPI Austria)                                                                                                   | Золотой       | 10 000*   |
| Канада (Music Canada) | 2× Платиновый | 200 000^  |
| Франция (SNEP) | Золотой       | 75 000*   |
| Великобритания (BPI) | Золотой       | 100 000^  |
| США (RIAA) | Золотой       | 729,000   |
| Итого |               |           |
| Worldwide | н/д           | 1,500,000 |
| * Данные о продажах приведены только на основе сертификации. ^ Данные о тиражах приведены только на основе сертификации. |               |           |